# Bahnstrecke Bretten–Kürnbach
| |                      |                              |                              |
| Streckenlänge: | 15,6 km              |                              |                              |
| Spurweite: | 1435 mm (Normalspur) |                              |                              |
| Maximale Neigung: | 25 ‰                 |                              |                              |
| Minimaler Radius: | 180 m                |                              |                              |
| |                      |                              |                              |
| \| \| \| Kraichgaubahn von Karlsruhe \| \| \| \| \| Westbahn von Bruchsal \| \| \| \| 0,0 \| Bretten \| Bretten \| \| \| \| Westbahn nach Stuttgart \| \| \| \| \| \| \| \| \| \| Brettener Tunnel (217 m) \| \| \| \| \| Kraichgaubahn nach Heilbronn \| \| \| \| \| Rehhütte \| \| \| \| \| Knittlingen \| \| \| \| \| Großvillars \| \| \| \| \| Derdingen \| \| \| \| \| Kürnbach \| \| |                      |                              |                              |
| Strecke |                      | Kraichgaubahn von Karlsruhe  | Kraichgaubahn von Karlsruhe  |
| Abzweig geradeaus und von links |                      | Westbahn von Bruchsal        | Westbahn von Bruchsal        |
| Bahnhof | 0,0                  | Bretten                      | Bretten                      |
| Abzweig geradeaus und nach rechts |                      | Westbahn nach Stuttgart      | Westbahn nach Stuttgart      |
| |                      |                              |                              |
| Tunnel · Strecke |                      | Brettener Tunnel (217 m)     | Brettener Tunnel (217 m)     |
| Strecke nach links · Strecke quer |                      | Kraichgaubahn nach Heilbronn | Kraichgaubahn nach Heilbronn |
| Haltepunkt / Haltestelle (Strecke außer Betrieb) |                      | Rehhütte                     | Rehhütte                     |
| Bahnhof (Strecke außer Betrieb) |                      | Knittlingen                  | Knittlingen                  |
| Bahnhof (Strecke außer Betrieb) |                      | Großvillars                  | Großvillars                  |
| Bahnhof (Strecke außer Betrieb) |                      | Derdingen                    | Derdingen                    |
| Kopfbahnhof Streckenende (Strecke außer Betrieb) |                      | Kürnbach                     | Kürnbach                     |

Die Bahnstrecke Bretten–Kürnbach ist eine unvollendete, 15,6 km lange Eisenbahnstrecke im Kraichgau im nördlichen Baden-Württemberg. Mit ihrem Bau wurde 1919 begonnen, und die Arbeiten wurden 1923 inflationsbedingt eingestellt. Von dem Streckentorso sind heute noch einige wenige Relikte vorhanden, darunter das Empfangsgebäude in Knittlingen.

## Geschichte

### Vorgeschichte und Planung
Bereits während der Planung der Westbahn als erster Eisenbahnverbindung zwischen Württemberg und Baden gab es auf württembergischer Seite Überlegungen für eine Streckenführung durch das Zabergäu und über Bretten, da der Verkehr dadurch möglichst weit über württembergisches Territorium hätte geführt werden können. Nach langen Verhandlungen einigten sich die beiden Staaten für die 1853 eröffnete Westbahn auf eine südlicher gelegene Trasse über Mühlacker–Bretten. 1880 erhielt Heilbronn durch die Kraichgaubahn eine direkte Schienenverbindung zum Oberrhein, und das badische Bretten wurde dadurch zum Eisenbahnknoten. 1896 bis 1901 erschloss Württemberg schließlich das Zabergäu mittels der Zabergäubahn, einer 750-Millimeter-Schmalspurbahn.
Die Lage im Schatten zwischen diesen drei Strecken bewog die württembergischen Orte im Kraichgau, für eine Verlängerung der Zabergäubahn über Leonbronn hinaus zu petitionieren, so zum Beispiel über Maulbronn nach Mühlacker oder über Sternenfels, Derdingen und Knittlingen nach Bretten. Die Königlich Württembergischen Staats-Eisenbahnen (KWStE) stellten daraufhin Untersuchungen an und kamen zu dem Ergebnis, dass eine Weiterführung der Zabergäubahn aufgrund der ungünstigen topografischen Bedingungen am westlichen Ende des Zabergäus unter wirtschaftlichen Gesichtspunkten nicht realisierbar sei, und schlugen stattdessen eine Stichbahn von Bretten nach Derdingen vor. 1899 legte Württemberg per Gesetz fest, dass eine Privatbahn von Bretten nach Derdingen konzessioniert werden könne. Dafür fand sich jedoch trotz garantierter staatlicher Zuschüsse kein Unternehmen.
1901 konstituierte sich in Bretten ein Eisenbahnkomitee unter Beteiligung der württembergischen Kraichgaugemeinden für eine Bahnstrecke von Bretten über Derdingen und Sternenfels ins badische Kürnbach mit einem möglichen Lückenschluss zur Zabergäubahn. Das Komitee fand mit diesem Projekt sowohl bei der badischen als auch bei der württembergischen Regierung Gehör. Da die Strecke zu einem größeren Anteil über württembergisches Gebiet verlaufen sollte, übernahm die KWStE die Trassenuntersuchungen für die gesamte Strecke. Dabei wurde die Bauwürdigkeit einer Linie von Bretten über Knittlingen, Großvillars und Derdingen nach Kürnbach festgestellt. Der badische Streckenanteil wurde mit 3,3 km ermittelt, der württembergische mit 10,5 km. Als Ausgangspunkt der Strecke war eine neu zu schaffende Abzweigstelle an der Kraichgaubahn ungefähr auf Höhe des heutigen Haltepunkts „Bretten Schulzentrum“ vorgesehen.
Einem Bau der Strecke standen nun noch langwierige Verhandlungen zwischen Baden und Württemberg im Weg: Da der Bau der Strecke Bretten–Kürnbach gemeinsam mit dem politisch schwierigen Lückenschluss der Murgtalbahn zwischen Raumünzach und Klosterreichenbach verhandelt wurde, zog sich die Ratifikation eines Staatsvertrags vom 12. Dezember 1908 sowie eines Nachvertrags vom 15. Dezember 1910 bis zum 18. Juni 1912 hin. Darüber hinaus legten ein württembergisches Gesetz vom 25. August 1909 und ein badisches Gesetz vom 4. Juni 1912 den Streckenbau fest. Im Vertragswerk wurde festgelegt, dass die beiden Strecken bis Juni 1920 fertigzustellen seien.

### Bau

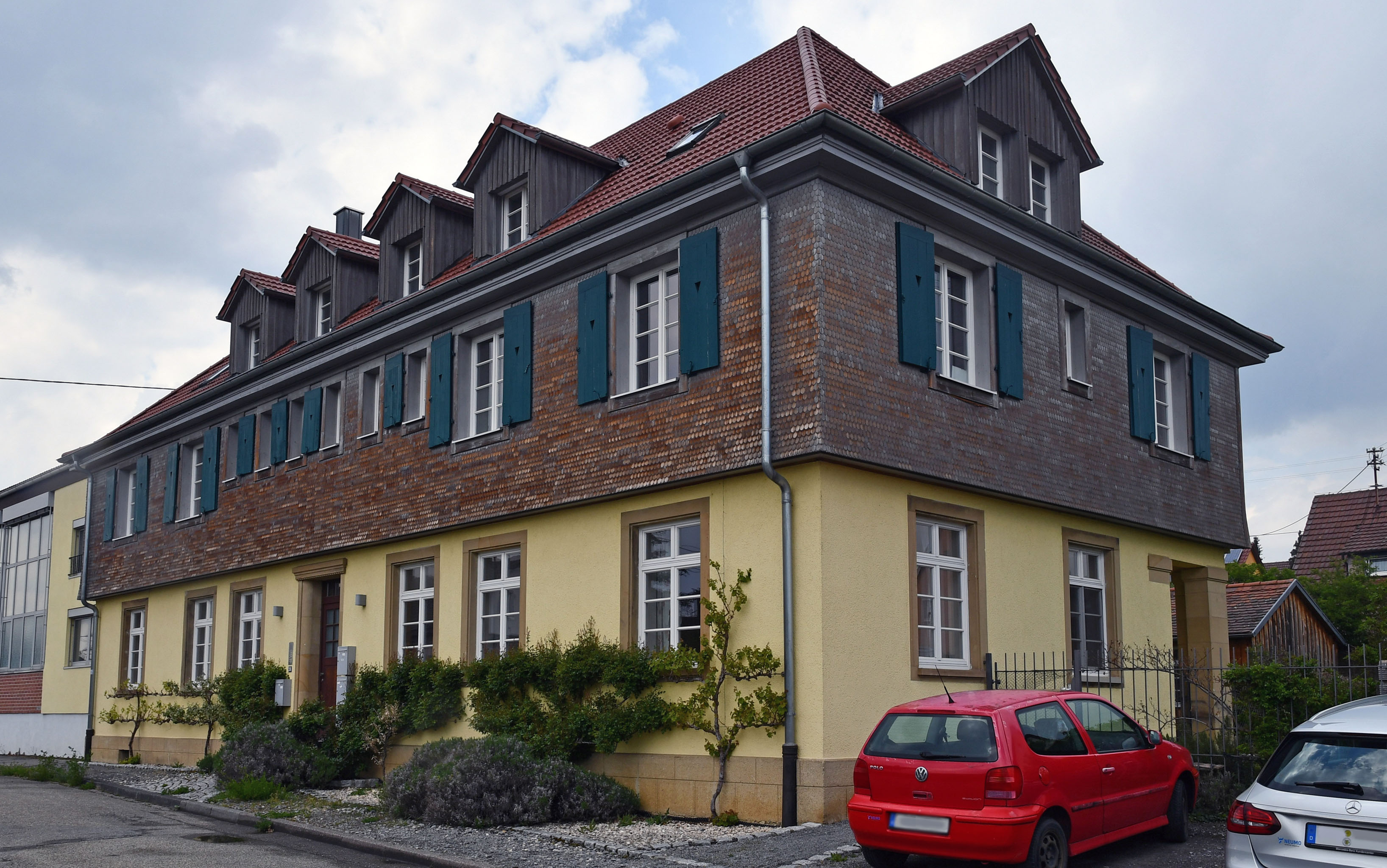
Das nie in Betrieb genommene Empfangsgebäude in Knittlingen (Mai 2021)

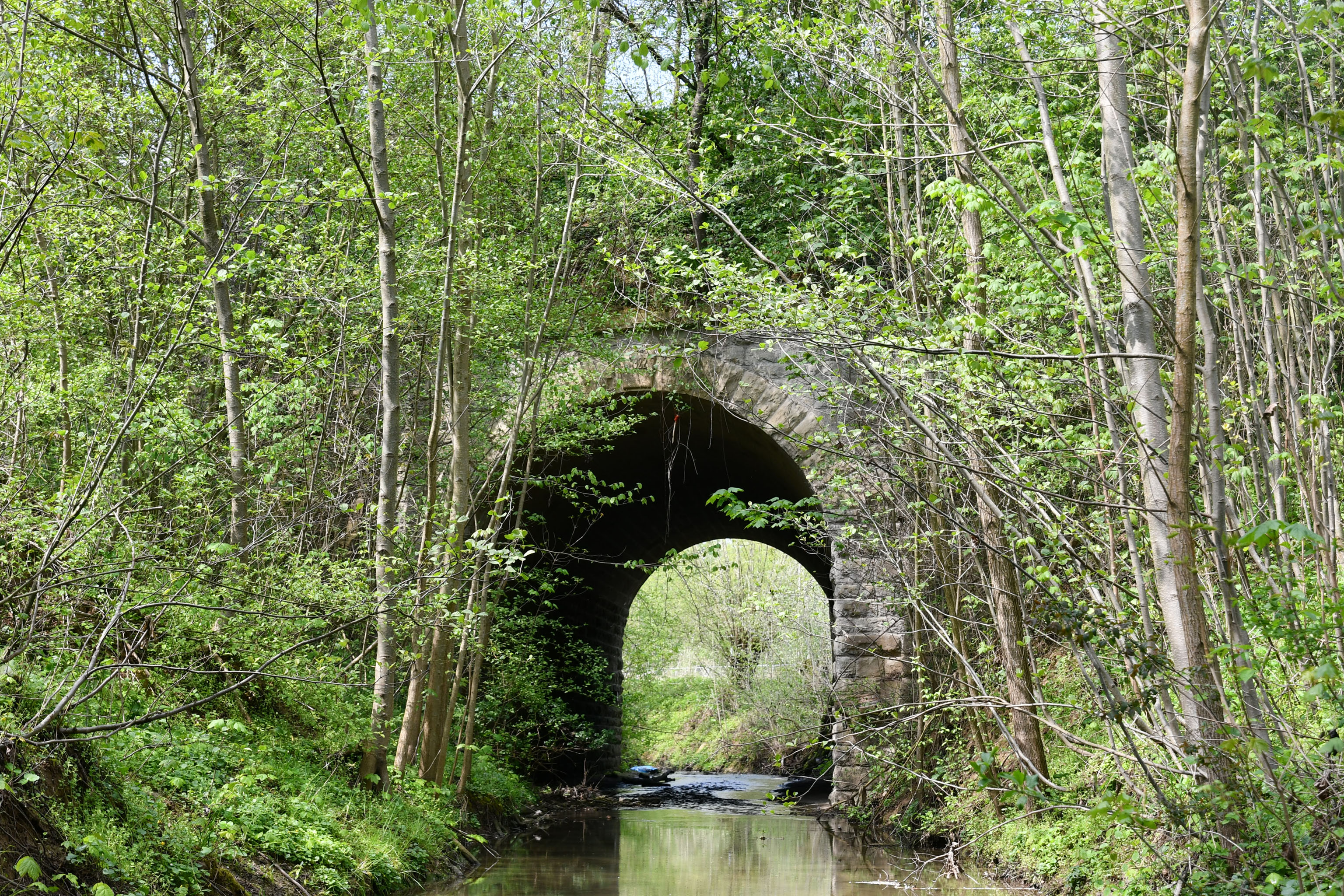
Durchlass der Weißach bei Bretten (Mai 2021)

Da Baden und Württemberg vertraglich vereinbart hatten, dass die Strecke im gleichen Zeitraum wie der Lückenschluss im Murgtal in Betrieb gehen solle, und für die Arbeiten dort deutlich höhere Aufwände veranschlagt worden waren, wurden die Bauarbeiten für die Strecke Bretten–Kürnbach nicht mehr vor dem Ausbruch des Ersten Weltkriegs in Angriff genommen. Nach Kriegsende wurde der Abschnitt Knittlingen–Großvillars im Mai 1919 als erstes Baulos im Rahmen von Notstandsarbeiten ausgeschrieben, nun aber mit einer überarbeiteten Trassenführung. Im November 1919 waren 200 Arbeiter am Bau beteiligt, im folgenden Jahr wurden die Bauarbeiten bis zur Landesgrenze gen Kürnbach fortgeführt.
Mit der Gründung der Deutschen Reichsbahn zum 1. April 1920 übernahm diese die Verpflichtung, die noch nicht vollendeten Neubauprojekte der Länderbahnen zum Abschluss zu bringen. Am 4. Dezember 1920 genehmigte das Reichsverkehrsministerium den Bau eines Bahndamms in Bretten parallel zur Kraichgaubahn, da die Strecke nach Kürnbach nun gemäß der neuen Planung am Bahnhof in Bretten beginnen, ungefähr auf der Höhe der heutigen Haltestelle „Bretten Stadtmitte“ in einem nördlichen Bogen ins Tal der Weißach absteigen und im Bereich der Rehhütte unter der Kraichgaubahn hindurchgeführt werden sollte.
Wegen Insolvenz des beauftragten Bauunternehmens kamen die Bauarbeiten für den Streckenabschnitt Knittlingen–Großvillars zunächst zum Erliegen. Auch ansonsten konnte kein wesentlicher Baufortschritt mehr verzeichnet werden: 1921 wurde noch der Bau des Empfangsgebäudes in Knittlingen vergeben, und 1922 wurden drei Brücken zwischen Bretten und der Landesgrenze in Richtung Knittlingen sowie die Haltestelle Rehhütte erbaut. 1923 wurden die Arbeiten in Folge der Hyperinflation komplett eingestellt. Zu diesem Zeitpunkt war die Strecke von Bretten bis Großvillars bis auf den Oberbau fertig gestellt, und im weiteren Verlauf bis Derdingen war die Trasse teilweise angelegt.
Im August 1924 forderte die Reichsbahndirektion Karlsruhe für einen Weiterbau der Strecke von den Anliegergemeinden ohne Erfolg einen Zuschuss in Höhe von 2 Mio. Mark an. Ein weiteres Mal wurde das Bauprojekt in der „Zusammenstellung der für ein Reichsbahnbauprogramm 1927 beantragten Bahnbauten“ erwähnt, wobei die Bahn nun aus wirtschaftlichen Gründen und zu Gunsten einer eventuellen Verlängerung nach Leonbronn als 750-Millimeter-Schmalspurbahn hätte ausgeführt werden sollen.
1933 gestattete das Reichsverkehrsministerium der Gemeinde Derdingen eine Überbauung des designierten Bahnhofsareals, da die Bahn wegen des aufkommenden Kfz-Verkehrs nicht mehr rentabel betrieben werden könne.
1942 war der in Angriff genommene Streckenabschnitt in der Topographischen Karte TK25 noch als „in Bau“ verzeichnet.
Im Dezember 1958 sprengte das Technische Hilfswerk die Brücke über die Wetterkreuzstraße in Knittlingen im Rahmen einer Notstandsübung.

## Verlauf

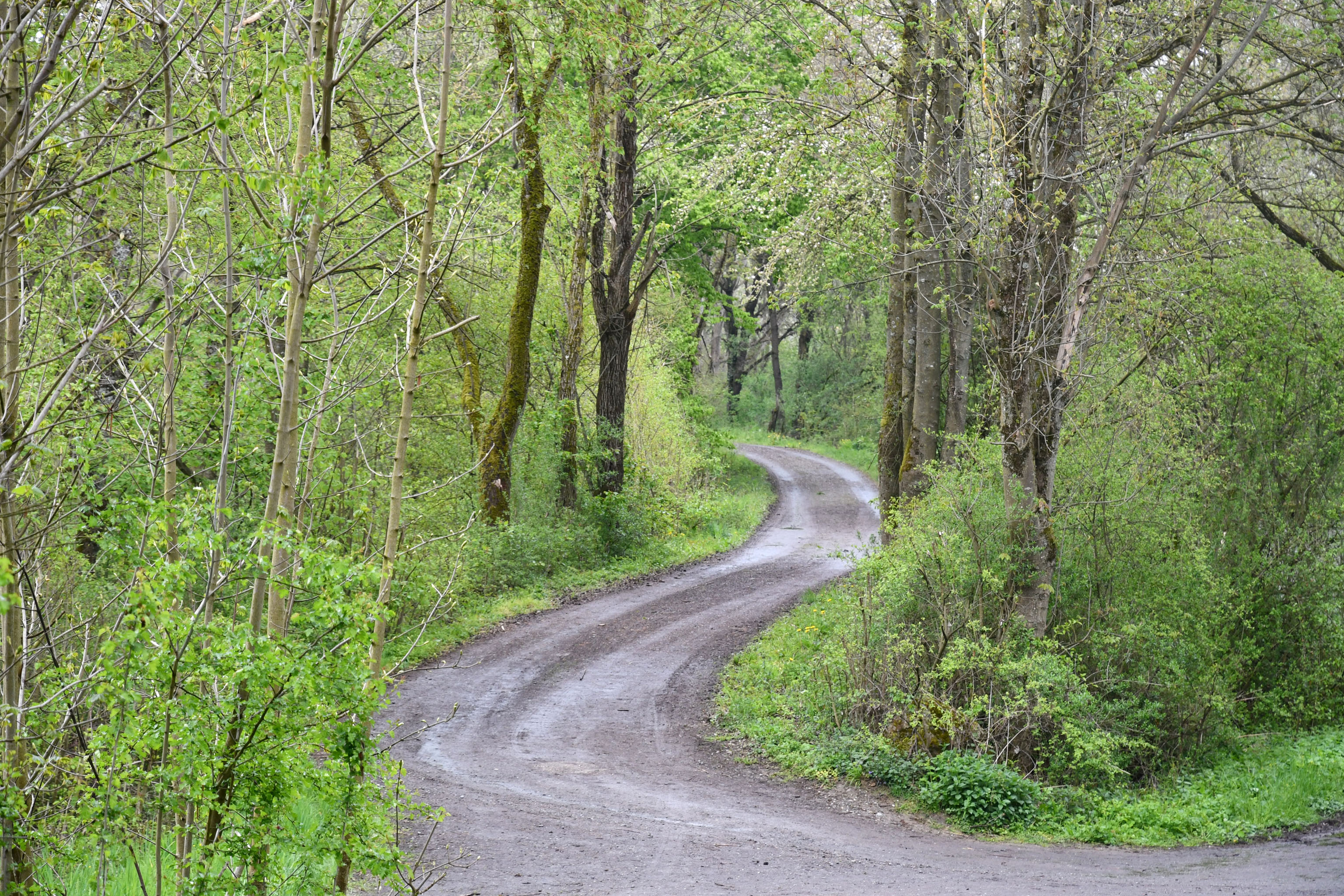
Bahndamm entlang der Weißach bei Bretten (Mai 2021)

Entsprechend der ursprünglichen Planung von 1909 sollte die Strecke bei der Rehhütte von der Kraichgaubahn abzweigen und unmittelbar danach die Landstraße Bretten–Knittlingen, die heutige Bundesstraße 35, mittels einer Brücke überqueren. Kurz danach war die Haltestelle Rehhütte vorgesehen, im Anschluss wäre württembergisches Gebiet erreicht worden. Am rechten Hang der Weißach wäre die Strecke nun zum Bahnhof in Knittlingen aufgestiegen. Der Anstieg nach Großvillars sollte mittels mehrerer enger Kurven bewältigt werden, der dortige Bahnhof war südlich des Ortes vorgesehen. In einem großen Bogen wäre die Strecke dann östlich um den Ort herumgeführt worden, um sich dann entlang der Landstraße Oberderdingen zu nähern. Der Derdinger Bahnhof war westlich von Ober- und südlich von Unterderdingen vorgesehen. Anschließend sollte die Strecke in einem Einschnitt den Bergrücken zwischen der Kraich und dem Humsterbach überschreiten und dabei wieder zurück auf badisches Gebiet wechseln. In einer nach Norden ausholenden Kurve sollte nun Kürnbach erreicht werden, wo der Bahnhof südlich des Ortes so geplant war, dass hier sowohl Sternenfels einfach erreichbar gewesen wäre als auch eine spätere Weiterführung nach Leonbronn oder nach Mühlbach möglich gewesen wäre.
Die von 1919 bis 1923 in Angriff genommene Strecke wich in ihrem Verlauf weitgehend von der Planung von 1909 ab. Ausgehend vom Bahnhof in Bretten verlief die Trasse nun zunächst parallel zur Kraichgaubahn, um nach ca. einem Kilometer zur Weißach abzusteigen und ihr links zu folgen, wobei die Kraichgaubahn beim heutigen Schulzentrum unterquert wurde. Hier befand sich der Haltepunkt „Rehhütte“. Die Trasse gewann nun auf einem Damm an Höhe, um zuerst die Weißach und gleich anschließend die Straße nach Knittlingen zu überqueren. Hinter Knittlingen verlief die Trasse nun westlich an Großvillars vorbei. Entlang des Welschen Grabens verlief die Strecke nun oberhalb des Ostportals des Wilfenbergtunnels der in den 1980er Jahren erbauten Schnellfahrstrecke Mannheim–Stuttgart hinab nach Oberderdingen, wo sie in einem nordwärts gerichteten Bogen westlich am Ort vorbei geführt wurde.

## Relikte

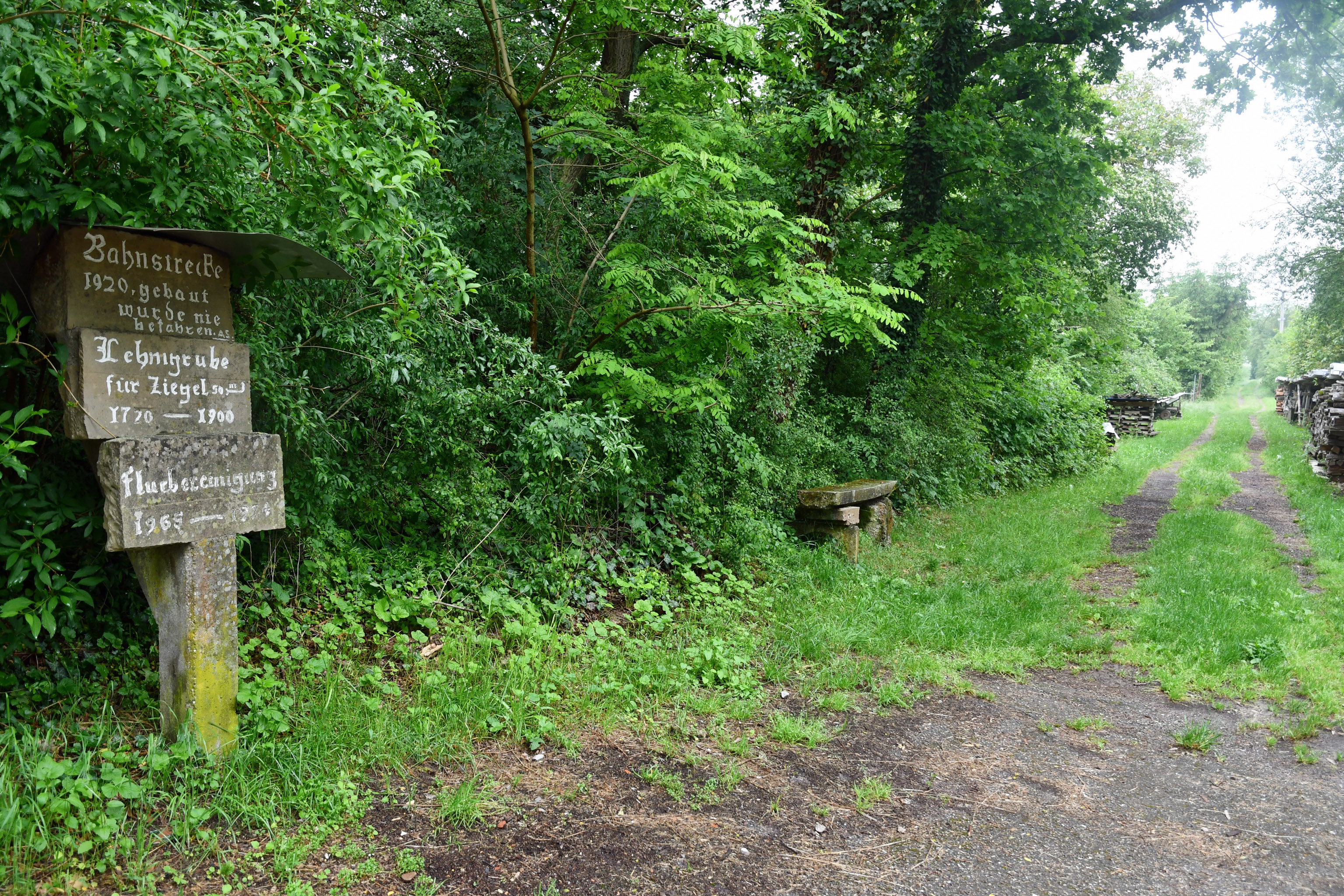
Bahndamm und Hinweisstein bei Großvillars (Juni 2021)

Von der Strecke sind heute nur noch wenige Reste vorhanden. Darunter der rund 200 m lange und bis zu 10 m hohe Bahndamm, der sich in Bretten südwestlich an das Sportgelände an der Weißach anschließt und unter dem das Gewässer mittels eines Durchlasses hindurchgeführt wird. Der Damm endet unmittelbar an der Bundesstraße 35.
Ein weiteres markantes Überbleibsel ist das Empfangsgebäude in der Bahnhofstraße 38 in Knittlingen, bei dem es sich um einen der wenigen Bahnhöfe in Deutschland handelt, an denen nie ein Zug gehalten hat. Das Gebäude befindet sich heute in Privatbesitz. An seiner Gleisseite war noch jahrzehntelang der Stationsname „Knittlingen“ angeschrieben. Der ebenfalls in den frühen 1920er Jahren errichtete Güterschuppen ist heute nicht mehr vorhanden.
Weitere Reste der Trasse sind in der Natur kaum noch auszumachen: Östlich des Bahnhofs in Knittlingen verläuft die Uhlandstraße mit ihrem nordwärts gerichteten Bogen entlang des früheren Streckenplanums. Der Einschnitt unter der L554 Knittlingen–Großvillars wurde mittlerweile verfüllt. Von hier bis Großvillars ist der Bahndamm noch anhand des Verlaufs von Feldwegen und Gehölzreihen erkennbar. Westlich des Ortes erinnert ein Hinweisstein an die Strecke.

## Diskussion um eine mögliche Reaktivierung
Im Sommer 2019 kündigte das baden-württembergische Verkehrsministerium an, die Reaktivierung von 41 stillgelegten Bahnstrecken untersuchen zu wollen. Dazu gehörte auch die Zabergäubahn, die einst von Lauffen am Neckar bis Leonbronn führte. Der Bürgermeister von Oberderdingen, Thomas Nowitzki, brachte 2020 eine Verlängerung der Zabergäubahn ins Gespräch. Dabei griff Nowitzki die alten Pläne die Bahnstrecke Bretten–Kürnbach wieder auf. Die Lücke zwischen Kürnbach und Leonbronn könnte dabei durch einen Tunnel geschlossen werden. Der Vorstoß Nowitzkis wurde von den Bürgermeistern von Bretten und Knittlingen unterstützt. Allerdings dürfte die Realisierung mit hohen Kosten verbunden sein und ist derzeit nicht sehr wahrscheinlich.